# Nunciatura apostólica en Panamá
La Nunciatura Apostólica en Panamá es una embajada de la Santa Sede ante la República de Panamá con la que mantiene relaciones diplomáticas.

## Historia
La nunciatura apostólica en Panamá fue establecida el 30 de septiembre de 1933 con el nombramiento de Carlo Chiarlo como nuncio apostólico de Costa Rica, Honduras, Nicaragua, El Salvador y Panamá, habiendo sido él mismo el sucesor en el cargo como internuncio apostólico en Centroamérica desde el 28 de enero de 1932.
El 23 de diciembre de 1989, 3 días después del comienzo de la invasión estadounidense de Panamá y tras la derrota panameña en la batalla del Aeropuerto de Paitilla, el dictador panameño Manuel Antonio Noriega se refugió en la sede de la Nunciatura Apostólica, que los soldados estadounidenses amenazaron con tomar por la fuerza para convencer a Noriega de que abandonase la misma en la llamada operación Nifty Package (en inglés: Nifty Package, lit. 'Paquete ágil/hábil'). El entonces nuncio apostólico, el español José Sebastián Laboa, fue una figura relevante para convencer tanto a las tropas estadounidenses para que no se precipitasen en acceder a la sede como para convencer al dictador panameño de entregarse.
Entre 2016 y 2017, la sede de la Nunciatura Apostólica en Panamá fue renovada y trasladada al barrio de Clayton, en Ciudad de Panamá. La obra generó cierta polémica de gestores de otros recintos religiosos en Panamá por el supuesto «lujo» innecesario del edificio. Fue la misma casa utilizada por el Papa Francisco durante su visita a la ciudad con motivo de la Jornada Mundial de la Juventud 2019, durante la que visitó la Arquidiócesis de Panamá.

## Función
La Nunciatura Apostólica tiene como función informar, de modo estable y objetivo, a la Santa Sede sobre las condiciones de la arquidiócesis de Panamá, diócesis, ordinariato militar, vicariatos apostólicos, órdenes y congregaciones religiosas que hacen vida en Panamá, esto para ayudar, aconsejar y colaborar con las Conferencia Episcopal Panameña y con cada uno de los obispos de la República de Panamá, respetando naturalmente el ejercicio de la jurisdicción que le es propia; y una función diplomática, cuyo objeto es promover y favorecer las relaciones entre la Santa Sede y Panamá, favoreciendo el diálogo entre todos los ciudadanos.

## Representantes de la Santa Sede en Panamá
| Imagen | Nombre                       | Inicio                   | Fin                      | Detalles adicionales |
| ------ | ---------------------------- | ------------------------ | ------------------------ | --- |
|        | Carlo Chiarlo                | 30 de septiembre de 1933 | 1940                     | |
|        | Luigi Centoz                 | 3 de diciembre de 1941   | 26 de abril de 1952      | |
|        | Paul Bernier                 | 7 de agosto de 1952      | 9 de septiembre de 1957  | |
|        | Luigi Punzolo                | 12 de diciembre de 1957  | 1961                     | |
|        | Antonino Pinci               | 31 de octubre de 1961    | 1971                     | |
|        | Edoardo Rovida               | 31 de julio de 1971      | 13 de agosto de 1977     | |
|        | Blasco Francisco Collaço     | 23 de septiembre de 1977 | 26 de julio de 1982      | |
|        | José Sebastián Laboa Gallego | 18 de diciembre de 1982  | 21 de agosto de 1990     | Nuncio durante la visita de Juan Pablo II, primera visita de un Papa a Panamá, y durante la invasión estadounidense de Panamá. Figura clave de la operación Nifty Package. |
|        | Osvaldo Padilla              | 17 de diciembre de 1990  | 1994                     | |
|        | Bruno Musarò                 | 3 de diciembre de 1994   | 25 de septiembre de 1999 | |
|        | Giacomo Guido Ottonello      | 29 de noviembre de 1999  | 26 de febrero de 2005    | |
|        | Giambattista Diquattro       | 2 de abril de 2005       | 21 de noviembre de 2008  | |
|        | Andrés Carrascosa Coso       | 12 de enero de 2009      | 22 de junio de 2017      | |
|        | Mirosław Adamczyk            | 12 de agosto de 2017     | 22 de febrero de 2020    | Nuncio durante la visita del Papa Francisco con motivo de la Jornada Mundial de la Juventud 2019.                                                                          |
|        | Luciano Russo                | 22 de agosto de 2020     | 18 de diciembre de 2021  | |
|        | Dagoberto Campos Salas       | 14 de mayo de 2022       | En el cargo              | |